# 国際通信社 (出版社)
株式会社国際通信社（こくさいつうしんしゃ）は、出版及びゲーム・アプリケーションソフトウェアの開発、WEBコンテンツの制作・管理・運用、日本語学校経営を行っている日本の企業。
1984年に設立され、月刊誌「国際ジャーナル」を創刊。その後、都城市のタウン情報誌「霧島フォーラム」、ウォー・シミュレーションゲームの専門誌「コマンドマガジン日本版」、その後、日本史を専門とする「ウォーゲーム日本史」、企業情報雑誌「トップフォーラム」などを創刊。ウォー・シミュレーションゲームでは、日本国内で書店流通がある唯一のメーカー。本社は大阪市。
2022年11月31日に商号を株式会社国際通信社ホールディングスに変更。ゲーム開発部門を分社独立させて株式会社IEDを設立した。

## 沿革
- 1984年10月 - 株式会社国際通信社設立。「国際ジャーナル」創刊
- 1992年3月 - 「霧島フォーラム」創刊
- 1994年9月 - 「コマンドマガジン日本版」創刊
- 1997年12月 - 「和製ドラゴン放浪記」発行
- 1998年4月 - 「子育てダイエット」発行
- 1998年7月 - 「NIPPON'S カジノを斬る」発行
- 1999年6月 - 「百合──亡き人の居場所、希望のありか」発行
- 2003年1月 - 「RPGamer」創刊
- 2007年1月 - 「季刊R・P・G」創刊
- 2007年5月 - SNS「異業種ネット」のサービスを開始
- 2009年4月 - 「ウォーゲーム日本史」創刊
- 2012年2月 - 「トップフォーラム」の誌面を刷新
- 2013年8月 - スマーフォン・タブレット端末用アプリ「きりアプ」配信開始
- 2014年6月 - 戦車道ボードゲーム「ぱんつぁー・ふぉー!」発行
- 2022年11月 - 商号を株式会社国際通信社ホールディングスに変更、株式会社IEDを分社設立した。

## 出版事業
経営情報誌の「国際ジャーナル」発行を手がけていたが、その後、ウォー・シミュレーションゲームの隔月刊雑誌である「コマンドマガジン日本版」を創刊した。
コマンドマガジン日本版は、アメリカのXTR社と日本語版の発行に関する契約を結び、日本国内でウォー・シミュレーションゲームの翻訳記事と付録が含まれる雑誌を発行していたが、XTR社が解散した後は独自路線を歩み、ライセンスと国産ゲームを供給する唯一の書店流通のある雑誌となった（後に、同社から「ウォーゲーム日本史」が発行され、現在2誌が存在）。ゲーム単体の商品も開発しており、それらはホビーショップなどで販売されている。
一時期、テーブルトークRPG関連の雑誌も発行していたが、現在は休刊となっている。
トップフォーラムは経営者を対象とする情報である。通信販売が中心だが、一般の書籍と同様に書店でも取り扱われている。掲載は有料。
霧島フォーラムは、都城市周辺地区向けのフリーペーパーで、アプリ「きりアプ」と連動した媒体。評判の美容・飲食店を紹介している。連載は「フォーラム写真館」「噂の真相」など。

### 主な発行物
現行発行誌
- コマンドマガジン日本版
- ウォーゲーム日本史
- トップフォーラム
- 霧島フォーラム

主なゲーム商品
- 「日本機動部隊」（ジャパン・ウォーゲーム・クラシックス）
- 「日露戦争」（ジャパン・ウォーゲーム・クラシックス）
- 「ドイツ戦車軍団」（ジャパン・ウォーゲーム・クラシックス）
- 「ロシアン・キャンペーン2」（ワールド・ウォー・シリーズ）
- 「太平洋戦史」（コマンド・ベーシック）
- 「F-16 ファイティングファルコン」（CTCS）
- 「キャッスル・ファルケンシュタイン」
- 「野球TRPG ボールパーク！」
- 「戦車道ボードゲーム ぱんつぁー・ふぉー!」
- 「ぱんつぁー・ふぉー2」[1] ISBN 978-4434227912

単行本
- 見敵必戦
- 鉄十字の軌跡
- 大人のイジメ克服マニュアル
- 和製ドラゴン放浪記
- 5人の発明家と超技術
- 子育てダイエット
- NIPPON’S カジノを斬る
- 私が韓国へ行った理由
- 百合──亡き人の居場所、希望のありか
- ツキを呼ぶ開運美人のつくり方
- 関西起業塾
- スーツを脱いで夕食を
- 幸せ？な結婚
- 俺はこうして金を集めた
- フェイスリーディング健康法
- 捨て猫マーブルの毎日が日曜
- ベンチャー失敗の法則
- 関西変身どころ TRANSFORMING MYSELF

## その他の事業
WEBページの制作、保守、管理などを手がける他、BtoBを目的としたSNSである異業種ネットの運営も行っている。また、J国際学院という日本語学校も運営している。